# Isobloc

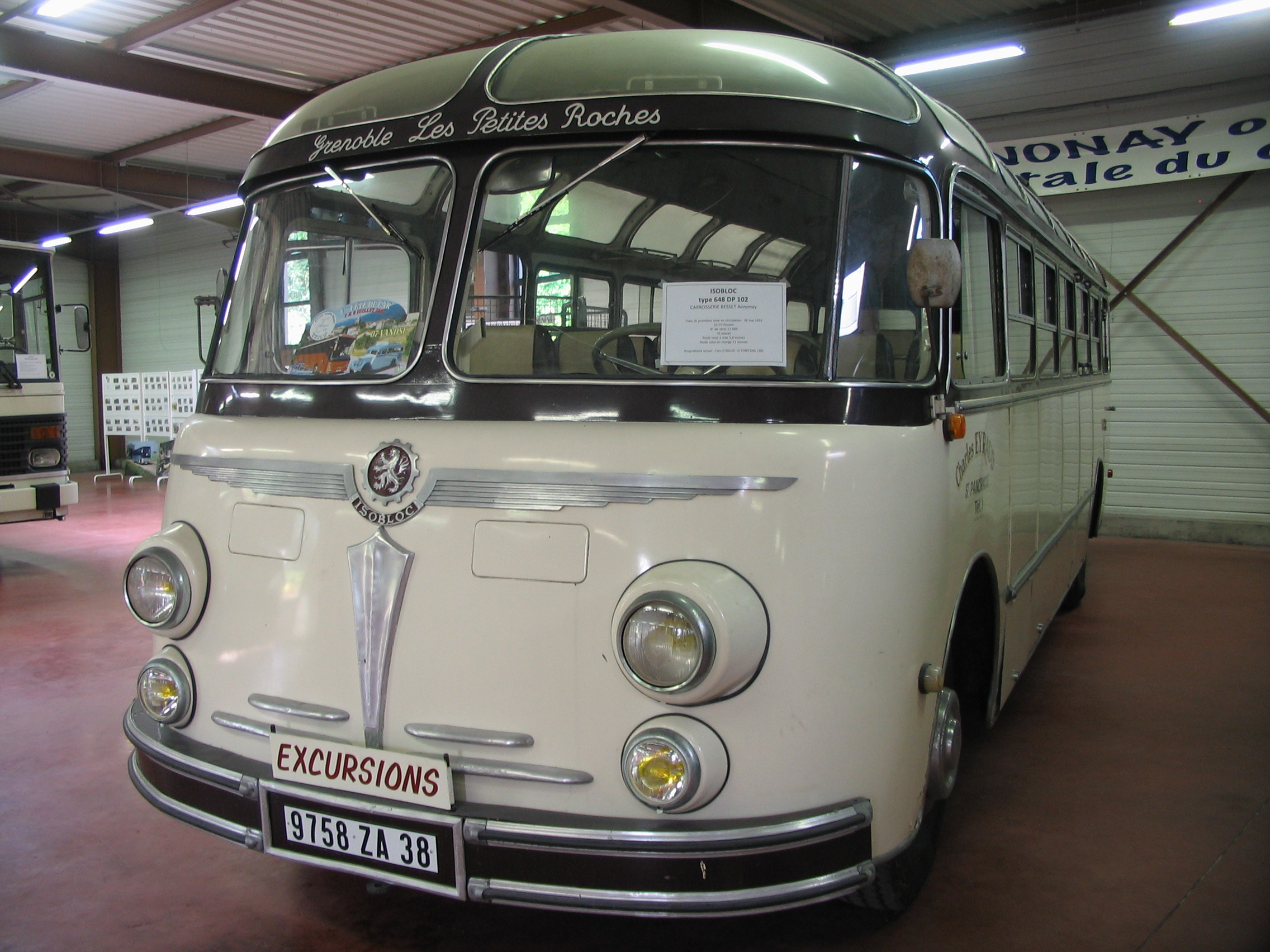
Isobloc type 648 DP 102, conservé à Vanosc (Ardèche).

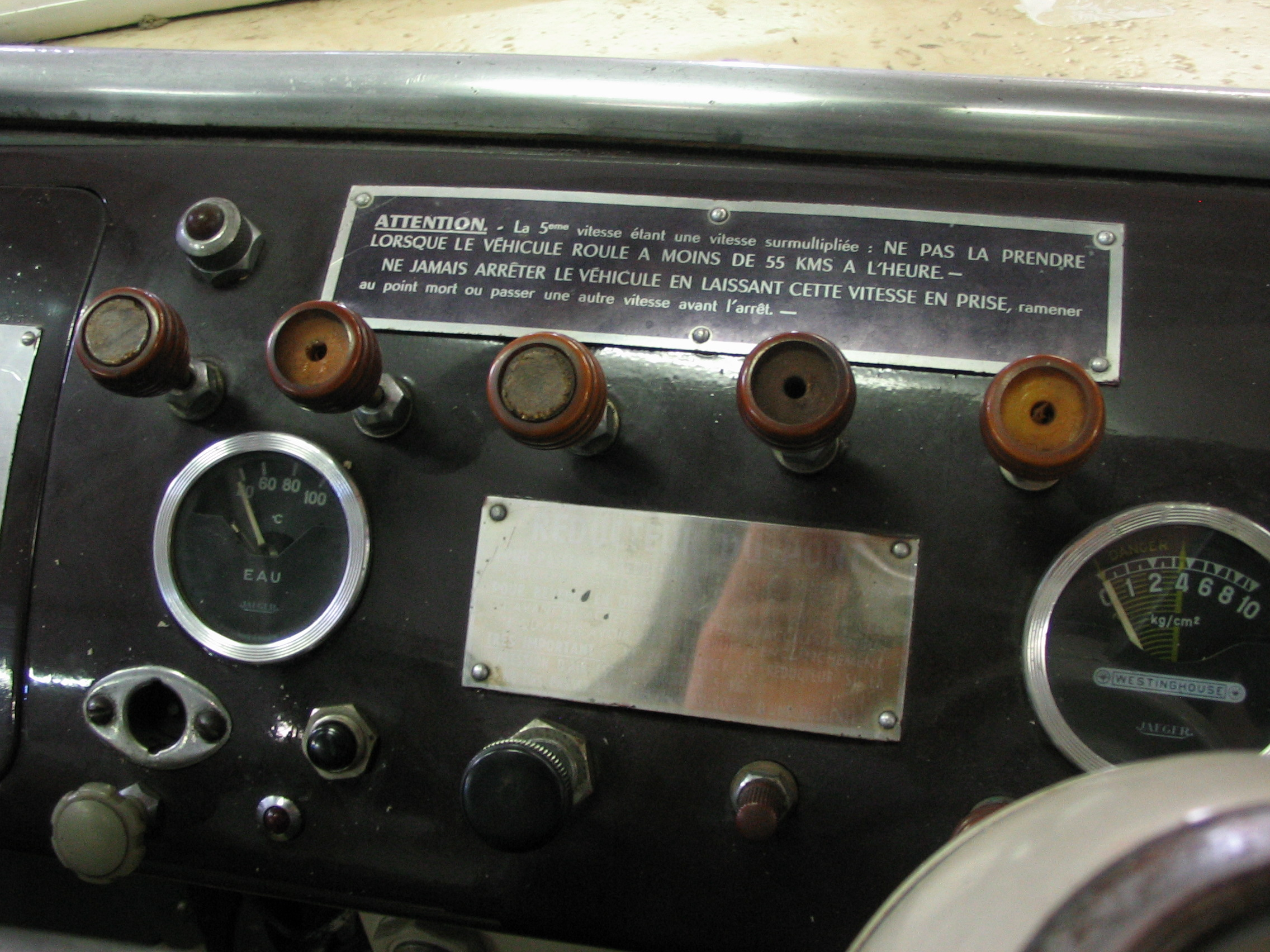
Détails intérieur du tableau de bord.

Isobloc est une ancienne marque française d'autocars fondée par le carrossier ardéchois Joseph Besset au cours des années 1930 et disparue à la fin des années 1950, racheté par Sylvain Floirat qui crée la S.A.C.A qui fusionne avec la SAVIEM...

## Un français au goût américain

### Genèse: un croisement car-voiture
Implanté à Annonay, l'artisan achète en 1937 la licence de la firme américaine de l'autocar Gar Wood, créé par l'inventeur et pilote de hors-bord de course Garfield Wood (en), détentrice de solutions innovantes en matière d'architecture dans la construction de caisses d'autocar : absence de châssis, conception proche d'un fuselage d'avion résultant de l'assemblage de poutres métalliques creuses soudées — ce qui assure une grande légèreté d'ensemble et, paradoxalement, une rigidité suffisante. L'habitacle est très spacieux.
Le Gar Wood dérive lui-même d'une étonnante voiture : la Stout Scarab (1935-36), du nom de son inventeur, l'ingénieur aéronautique et automobile William B. Stout.
Originaire de Détroit (Michigan), sa création, très aérodynamique, offre une carrosserie autoportante en aluminium — rapidement remplacée par une plus classique coque en acier, pour des raisons de coût. Vendue sur commande 5 000 $ de l'époque, assemblée à la main, il ne s'en fabrique qu'une dizaine d'exemplaires.
L'échec ne doit pas masquer des solutions techniques innovantes d'alors : moteur en porte-à-faux arrière, libération de l'espace dans l'habitacle. Avec son plancher plat et sa modularité, la Stout Scarab peut être considérée comme le premier monospace.

### Arrivé au mauvais moment
Joseph Besset présente son prototype d'autocar en 1938, lors de salons à Lyon et Paris. Le succès est considérable. Il implante dans ces deux villes un garage pour les livraisons, l'entretien et les réparations de ses autocars.
Mais la guerre arrive bientôt, interrompant la production. Celle-ci reprend à la libération, plus de 2 000 unités sortant des chaînes jusqu'au début des années 1950 — 3 400 en tout.
Par la suite, Joseph Besset n'a plus les moyens de développer son entreprise. D'autant que ses véhicules, pourtant appréciés, ne sont pas exempts de défauts : leur point faible est la motorisation à essence Ford, gourmande. Le bloc Ford essence est remplacé par un diesel Panhard HL (huile lourde) mais c'est trop tard, la concurrence est là.
20 ans après le premier prototype, le nom Isobloc disparaît. L'affaire est reprise par Saviem.

## Véhicules

### Autobus
| Modèle          | Début de production | Notes                                     |
| --------------- | ------------------- | ----------------------------------------- |
| Isobloc 655 DHU |                     | Produit sous la marque Saviem après 1959. |

## Production Autobus
Années 1952 de 1954
| Années  | 1952 | 1953 | 1954 |
| ------- | ---- | ---- | ---- |
| Autobus | 159  | 106  | 87   |

## Survivance au patrimoine, anecdotes
Les autocars Isobloc ont servi de modèle aux miniatures Dinky Toys.
La commune de Vanosc a entrepris l’aménagement d’un lieu retraçant l’histoire de ces véhicules : l’Espace Joseph Besset, Musée du charronnage au car, géré par l'association La Vanaude.
Le transporteur Norbert Dentressangle est né quelques kilomètres au sud, dans la localité de Vocance.
Un autocar Isobloc intact a été retrouvé à Rayssac après 40 ans passés dans une grange.  Rapatrié au musée de l'autocar à Betschdorf en Alsace, il pourrait rouler de nouveau bientôt[Quand ?].